# NGC 1198
NGC 1198 je galaksija u zviježđu Perzej.

## Vanjske poveznice
- SEDS: NGC 1198